# Лејкланд (Џорџија)
Лејкланд (Џорџија) (енгл. Lakeland) град је у америчкој савезној држави Џорџија. По попису становништва из 2010. у њему је живело 3.366 становника.

## Демографија
Према попису становништва из 2010. у граду је живело 3.366 становника, што је 636 (23,3%) становника више него 2000. године.
| Група             | 2000.         | 2010.         |
| Белци             | 1.523 (55,8%) | 1.745 (51,8%) |
| Афроамериканци    | 1.072 (39,3%) | 1.389 (41,3%) |
| Азијати           | 13 (0,5%)     | 48 (1,4%)     |
| Хиспаноамериканци | 78 (2,9%)     | 132 (3,9%)    |
| Укупно            | 2.730         | 3.366         |